# Добродетельная шлюха (пьеса)
«Добродетельная шлюха» (фр. La Putain respectueuse, варианты перевода: «Почтительная проститутка», «Почтительная потаскушка») — пьеса в одном акте, двух картинах Ж.-П.Сартра (1946). В СССР стала известна благодаря постановке, под названием «Лиззи Мак-Кей», в Театре им. Моссовета (1955, режиссёр И. Анисимова-Вульф, в заглавной роли — Любовь Орлова).

## Действующие лица
- Лиззи
- Негр
- Фред
- Джон
- Джеймс
- Сенатор Кларк
- Первый человек с ружьём
- Второй человек с ружьём
- Третий человек с ружьём

Действие происходит в маленьком городке одного из южных штатов Америки.

### Театр
- 1955 — «Лиззи Мак-Кей», Театр имени Моссовета, режиссёр И.Анисимова-Вульф, в заглавной роли — Любовь Орлова.

### Экранизации
- 1952 — Добродетельная шлюха